# Desa Suroyudan (administrativ by i Indonesien, lat -7,37, long 109,79)
Desa Suroyudan är en administrativ by i Indonesien.   Den ligger i provinsen Jawa Tengah, i den västra delen av landet, 300 km öster om huvudstaden Jakarta.